# Bande d'arrêt d'urgence
Pour les articles homonymes, voir BAU.

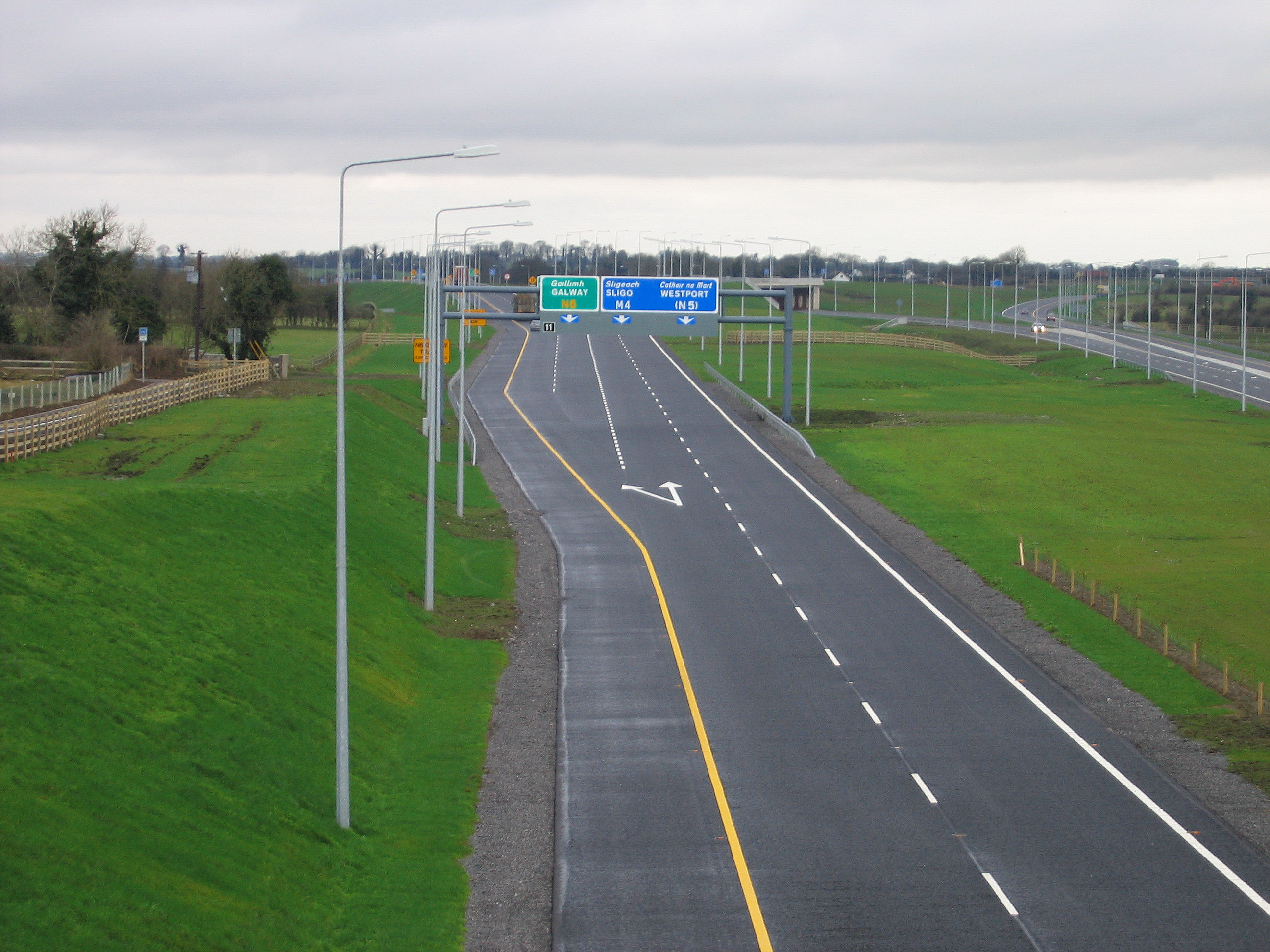
Jonction de l’autoroute M4 en Irlande, avec une ligne jaune continue délimitant la bande d’arrêt d’urgence

La bande d'arrêt d'urgence (BAU), est une zone dégagée de tout obstacle, sur autoroute entre autres, et généralement bordée à l’extérieur d’une berme engazonnée. Elle est spécialement réalisée pour permettre, en cas de nécessité, l'arrêt ou le stationnement des véhicules. Cette zone correspond à la bande dérasée qui peut être rencontrée sur les autres types de routes.

## Terme utilisé selon le pays

### En Belgique
En Belgique, la bande d’arrêt d’urgence est quelquefois également appelée « zone de sécurité », mais dans le langage courant, l'usage de l'expression de « bande d'arrêt d'urgence » y est aussi fréquent,.

### Au Québec
Au Québec, ce terme n’est pas utilisé. L’expression « accotement stabilisé » ou simplement « accotement » est employée quel que soit le type de route.

### Au Luxembourg
Au Luxembourg, la notion de bande d’arrêt d’urgence a été introduite dans le code de la route par décision ministérielle du 1er février 2005.

## Fonctions
Les fonctions principales de cet espace sont :
- permettre l'arrêt d'urgence hors chaussée d'un véhicule en panne et éventuellement les réparations légères ;
- permettre l'acheminement des secours (pompiers, samu, ambulance) et des services d'exploitation ;
- faciliter le dégagement en cas d'accident ;
- faciliter les opérations d'entretien de la chaussée et de ses dépendances ;
- permettre aux usagers de l'autoroute de faire des manœuvres d'évitement ou de récupération du véhicule en cas de déviation de trajectoire.

La circulation et le stationnement sur cette voie sont interdits sauf dans ces cas. Le non-respect de cette règle est sanctionné par une contravention (et, en France, le retrait de 3 points sur le permis de conduire).
Une idée reçue prétend qu'un piéton ne peut pas survivre plus de vingt minutes sur une bande d'arrêt d'urgence. Il s'agit d'une interprétation erronée de l'espérance de vie. Les personnes qui ont été tuées sur une bande d'arrêt d'urgence l'ont été en moyenne au bout de vingt minutes, toutefois la majorité des personnes qui marchent sur la bande d'arrêt d'urgence n'y meurent pas.

## Structure
La bande d'arrêt d'urgence comprend :
- une surlargeur de chaussée, de structure identique à cette dernière, portant le marquage de rive ;
- une partie stabilisée et revêtue pouvant supporter le passage occasionnel ou le stationnement d’un poids lourd.

BAU sur autoroute

## Caractéristiques par pays

### En France

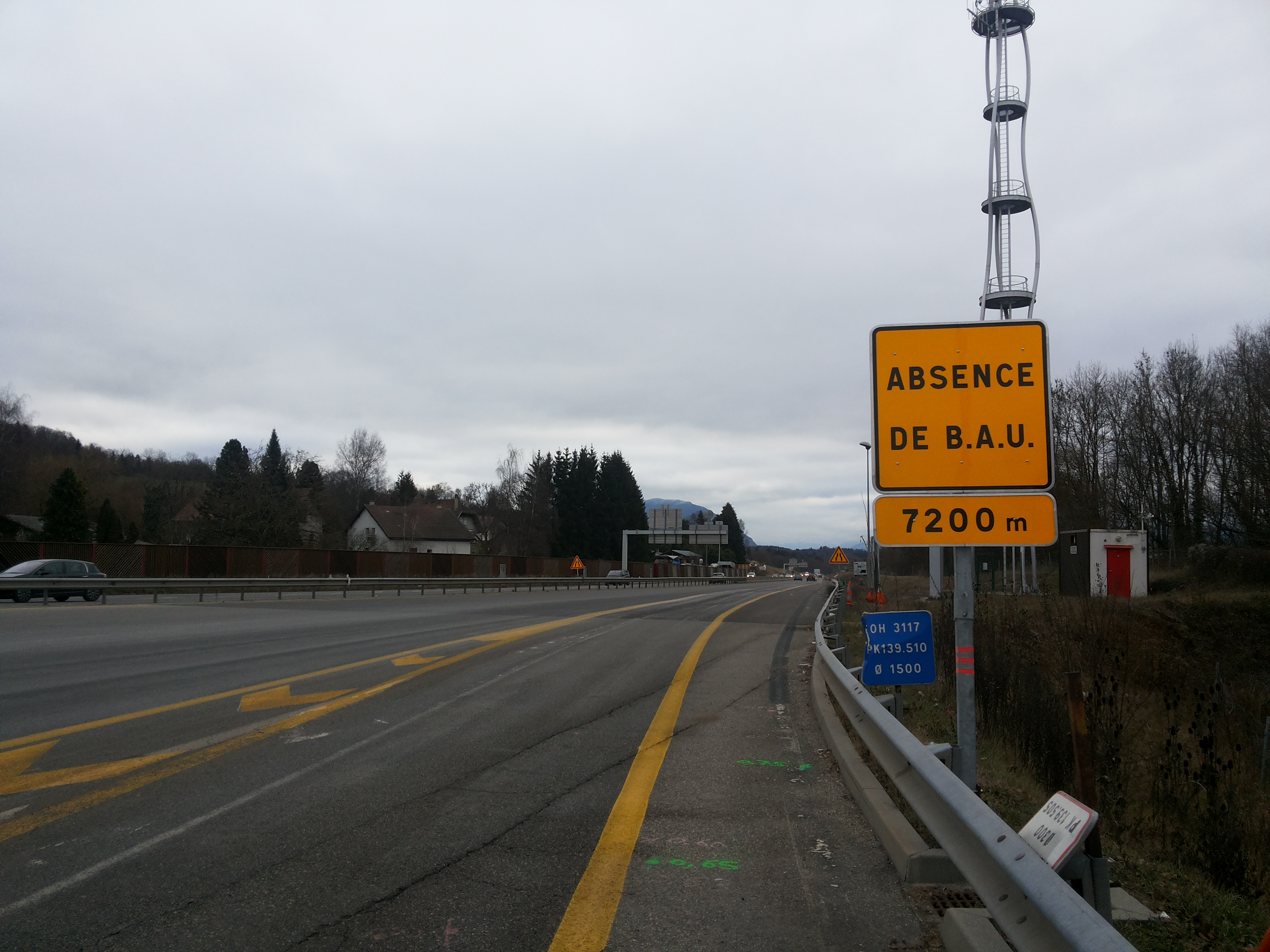
Panneau absence de B.A.U., autoroute A41.

La largeur de la bande d'arrêt d'urgence est de 2,50 m, ou de 3,00 m lorsque le trafic poids lourd excède 2 000 v/j (deux sens confondus).
Elle est délimitée des autres voies par une ligne discontinue composée de traits de 39 m de long espacés de 13 m. Cette ligne constitue une aide pour conserver ses distances de sécurité.
Parfois des panneaux mentionnant suppression de BAU sont posés en abord de chantier sur autoroute ou route à double voie. Lorsque la bande d'arrêt d'urgence est absente, on trouve en général, de temps à autre, des emplacements d'arrêt d'urgence (refuges) avec poste d'appel d'urgence, signalés par un panneau complété par un panonceau SOS.

#### Cas particuliers
- Le périphérique parisien ne comporte pas de bande d'arrêt d'urgence.
- Sur l'autoroute A86, cette voie se transforme en voie de circulation aux heures d'affluence sur le tronçon commun avec l'autoroute A4, cette expérimentation est une exception au code de la route.

#### Expérimentation
Des expériences ont été menées sur certaines autoroutes ou voies rapides, pour autoriser la circulation des bus sur cette voie et faciliter ainsi la circulation en transports en commun.
Sur l'autoroute A19 dans le sens Courtenay-Artenay, la ligne séparant la bande d'arrêt d'urgence des voies de circulation est continue. Dans l'autre sens, la ligne reste discontinue afin de permettre des comparaisons. Un système de lasers et de radars recueille les données de franchissement et servira de base pour améliorer la sécurité routière.

### En Suisse
La bande d'arrêt d'urgence (appelée également "zone de sécurité") est délimitée des autres voies par une ligne continue blanche. Elle a en général une largeur supérieure (facteur 1.2) aux autres bandes. La bande d'arrêt d'urgence est parfois supprimée lors de travaux et les marquages au sol de couleur orange doivent être respectés. On trouve régulièrement des bornes d'appel d'urgence le long de la bande d'arrêt d'urgence (tous les 1 à 2 km).
L'Office fédéral des routes de Suisse a publié en 2007 une directive précisant les modalités techniques à respecter pour transformer, en cas de nécessité, une bande d'arrêt d'urgence en voie de circulation.

### En Belgique
En Belgique, on peut trouver des bandes d'arrêt d'urgence sur les routes à grand débit qui ne sont pas toujours de type autoroutier. Par exemple, les routes nationales 4 et 5 qui ne sont pas des autoroutes.

### En Irlande
Au début des années 2000, les bus Éireann furent autorisés à utiliser les bandes d’arrêt d’urgence sur les routes nationales de Dublin. Toutefois des voies réservées aux bus sont aujourd'hui présentes sur certaines sections de routes, comme la RN 7 (Naas Road), délimitées de la voie de roulement par des lignes discontinues jaunes.

### En Allemagne, Autriche, Luxembourg, Tchéquie et Hongrie
La bande d'arrêt d'urgence n'est pas utilisée pour l'acheminement des secours. Les véhicules de secours doivent se frayer une voie sur la chaussée via le système de Rettungsgasse.